# William H. Fenical
William H. Fenical (* 24. Juni 1941 in Chicago) ist ein US-amerikanischer Chemiker und Meeresbiologe.
Fenical studierte Biochemie an der California State Polytechnic University mit dem Bachelor-Abschluss 1963 und organische Chemie an der San Jose State University mit dem Master-Abschluss 1965. Er wurde 1968 an der University of California, Riverside, promoviert (Electrocyclic Reactions of Polycyclic Polyolefins). Danach war er Forschungschemiker bei Shell und Instructor am San Bernardino Valley College (wobei er auch an der University of California, Riverside, forschte) bevor er ab 1973 aan der  Scripps Institution of Oceanography war. 1974 wurde er dort Lecturer, 1982 Associate Professor und 1983 Professor. 1987 wurde er dort Associate Director und 1988 Acting Director des Institute of Marine Resources, was er bis 1993 war, und 1989 bis 1996 war er Direktor der Marine Research Division. 2005 wurde er Distinguished Professor für Ozeanographie und 2006 auch für Pharmazie.
Er befasst sich mit Naturstoffchemie mariner Lebewesen und entdeckte unter anderem Salinosporamid A (ein Zytostatikum) und Lophotoxin (ein Diterpen aus Korallen der Gattung Lophogorgia und Acetylcholin-Antagonist).
2009 erhielt er die Inhoffen-Medaille, 2006 den Ernest Guenther Award und 2006 den Lifetime Achievement Award der American Society of Pharmacognosy und deren Fellow. Er ist Fellow der American Association for the Advancement of Science.